# 県轄区
県轄区（けんかつく、シエンシアチュ、Xiànxiáqū、簡体字：县辖区）は略して「区」と呼ばれる中華人民共和国の行政区分で1990年代の撤区併郷以前はよくみられた準行政区である。郷級行政区であるが郷より上の段階で、県と郷の間にある。
撤区併郷以前、県のほとんどが5～10程、大きな県ならそれ以上の「区」に分かれていた。区の最高行政官員駐地の「区公所」は県政府の出先機関で、最高行政官員を「区長」と称する。平均して4～5つ、少ないものは2つ、多いものは8つの郷鎮を管轄していた。「撤区併郷」は区を廃止して基本的に2つの郷鎮を合併することで行なわれた。
2021年現在、中国全土でも県轄区は1ヶ所のみとなっている。河北省張家口市涿鹿県の趙家蓬区である。

## 各年の県轄区数
| 1953年 | 18900 |
| 1983年 | 8100  |
| 1994年 | 1068  |
| 1995年 | 703   |
| 1996年 | 544   |
| 1997年 | 398   |
| 1998年 | 339   |
| 1999年 | 345   |
| 2000年 | 255   |
| 2001年 | 78    |
| 2002年 | 66    |
| 2003年 | 26    |
| 2004年 | 20    |
| 2006年 | 10    |
| 2008年 | 3     |
| 2009年 | 2     |
| 2014年 | 1     |